# 國民精神研修所

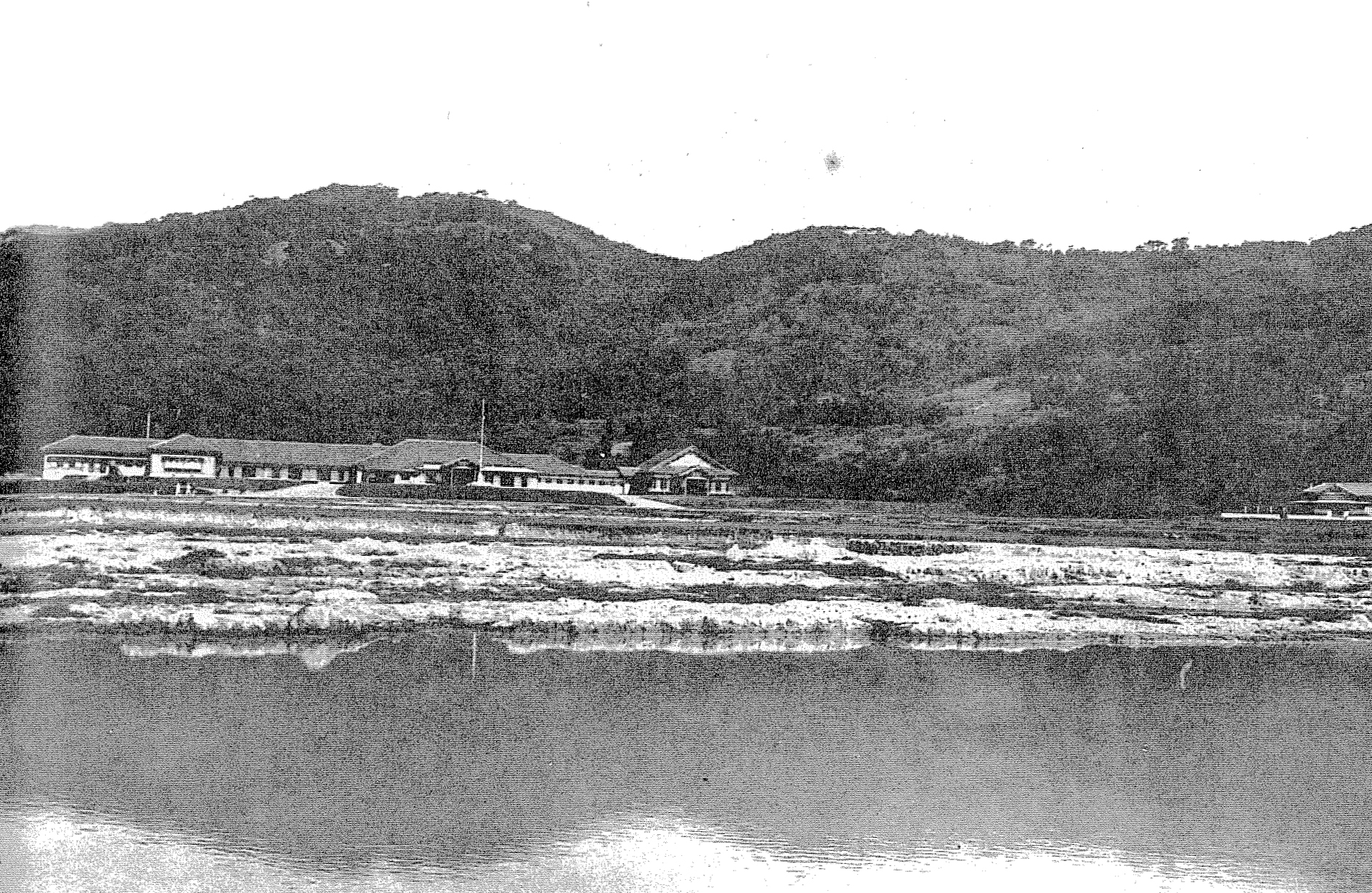
國民精神研修所

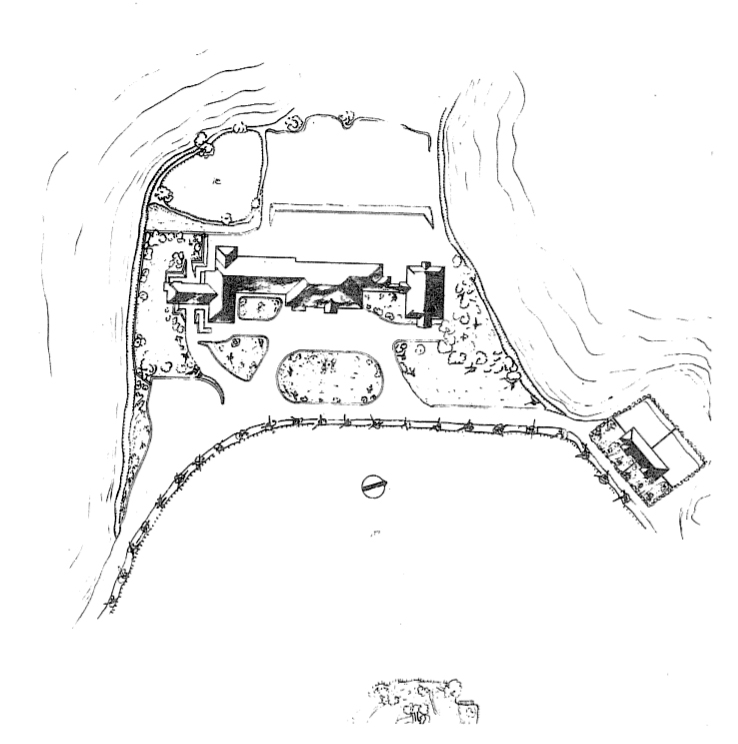
國民精神研修所平面圖

國民精神研修所，為台灣日治後期為因應皇民化運動所建的教化設施，由臺灣總督府直轄，以強化同化運動和推行國民精神總動員。1938年設於台北市大直52番地，鄰近臺灣神宮與臺灣護國神社，其後方為劍潭山，前方為虎形埤（現稱四海潭），原址位於大直國防部海軍司令部內。

## 介紹
國民精神研修所的所長由臺灣總督府文教局局長兼任，研修所主要教授國民精神，包含神社崇敬、國史、國體與國民道德、國防思想、世界情勢等內容，並舉辦各種講習會。入所研修的人員為各類教化委員、講師和青年，研修期間皆住宿在此，配合每日固定的時間表作息。國民精神研修所舉辦的講習會如下：
- 部落教化指導者講習會
- 都市教化指導者講習會
- 國語講習所獎時講習會
- 青年指導者講習會
- 社會教育事務擔當者講習會
- 中堅青年指導講習會
- 青年訓練所指導講習會
- 國民精神文化講習會

## 建築
國民精神研修所於1937年10月動工，1938年5月完工，總占地1,800坪。建築包含講堂、教室、圖書室、事務室、合宿室、食堂、浴室、來賓室等設施。